# میلیتلو این وال دی کاتانیا
میلیتلو این وال دی کاتانیا (به ایتالیایی: Militello in Val di Catania) یک کومونه در ایتالیا است که در استان کاتانیا واقع شده‌است.

## خصوصیات
میلیتلو این وال دی کاتانیا ۶۲٫۲ کیلومترمربع مساحت و ۷٬۹۳۹ نفر جمعیت دارد و ۴۱۳ متر بالاتر از سطح دریا واقع شده‌است.